# 500 Milhas de Indianápolis de 1996
A 80ª edição das 500 Milhas de Indianápolis  foi a terceira e última prova da temporada 1996 da Indy Racing League. A prova aconteceu no Indianapolis Motor Speedway no dia 26 de maio, e o vencedor foi o piloto estadunidense Buddy Lazier, da equipe Hemelgarn. Foi a primeira edição da prova sob a chancela da Indy Racing League, recém-criada após a cisão com a CART (ambas se reunificariam em 2008)
Entre os novatos, Richie Hearn, da Della Penna Motorsports, foi o mais bem classificado, chegando na terceira posição. Único representante brasileiro no grid, Marco Greco abandonou com problemas no motor de seu Lola-Ford da equipe Foyt.

## Grid de largada
| Fila | Abre a fila         | Meio da fila            | Fecha a fila         |
| ---- | ------------------- | ----------------------- | -------------------- |
| 1    | Tony Stewart (R)    | Davy Jones              | Eliseo Salazar       |
| 2    | Eddie Cheever       | Buddy Lazier            | Roberto Guerrero     |
| 3    | Alessandro Zampedri | Michel Jourdain Jr. (R) | Buzz Calkins (R)     |
| 4    | Davey Hamilton (R)  | Mike Groff              | Michele Alboreto (R) |
| 5    | Stéphan Grégoire    | Mark Dismore (R)        | Richie Hearn (R)     |
| 6    | Johnny Unser (R)    | John Paul Jr.           | Lyn St. James        |
| 7    | Jim Guthrie (R)     | Arie Luyendyk (W)       | Scott Sharp          |
| 8    | Marco Greco         | Robby Buhl (R)          | Paul Durant (R)      |
| 9    | Racin Gardner (R)   | Brad Murphey (R)        | Johnny Parsons       |
| 10   | Fermín Vélez (R)    | Johnny O'Connell (R)    | Hideshi Matsuda      |
| 11   | Joe Gosek (R)       | Scott Harrington (R)    | Danny Ongais         |

     Scott Brayton marcou a pole-position da corrida, mas um acidente no Carburation Day, em 17 de maio, provocou sua morte aos 37 anos. Danny Ongais, que chegou a correr na Fórmula 1 no final da década de 70 e que estava afastado das pistas desde 1987, foi escalado para o lugar do compatriota, tendo que largar em último.

### Reservas
- Primeiro reserva: Billy Boat (#99) - bumpeado do grid
- Segundo reserva: Tyce Carlson (#77) - velocidade baixa nos treinos

### Não se classificaram
| Driver             | #  | C | E | T | Entrant                |
| ------------------ | -- | - | - | - | ---------------------- |
| Justin Bell (R)    | 15 | L | B | G | Tempero-Giuffre Racing |
| Billy Boat (R)     | 84 | L | F | G | A.J. Foyt Enterprises  |
| Billy Boat (R)     | 87 | L | B | G | Pagan Racing           |
| Billy Boat (R)     | 99 | R | F | G | Pagan Racing           |
| Butch Brickell (R) | 77 | L | M | G | Brickell Racing Group  |
| Tyce Carlson (R)   | 36 | L | B | G | Loop Hole Racing       |
| Tyce Carlson (R)   | 77 | L | M | G | Brickell Racing Group  |
| Dan Drinan (R)     | 36 | L | B | G | Loop Hole Racing       |
| David Kudrave (R)  | 15 | L | B | G | Tempero-Giuffre Racing |
| Andy Michner (R)   | 36 | L | B | G | Loop Hole Racing       |
| Randy Tolsma (R)   | 24 | L | F | G | McCormack Motorsports  |
| Randy Tolsma (R)   | 45 | L | F | F | Zunne' Group           |
| Rob Wilson (R)     | 46 | L | F | G | Project Indy           |

(R)- Rookie, (W)- Ex-vencedor da prova

## Resultados

### Corrida
| Pos final | Pos inicial | N.º | Nome                    | Qual    | Rank | Voltas | Led | Posição                     |
| --------- | ----------- | --- | ----------------------- | ------- | ---- | ------ | --- | --------------------------- |
| 1         | 5           | 91  | Buddy Lazier            | 231.468 | 7    | 200    | 43  | Corrida                     |
| 2         | 2           | 70  | Davy Jones              | 232.882 | 4    | 200    | 46  | Corrida                     |
| 3         | 15          | 4   | Richie Hearn (R)        | 226.520 | 20   | 200    | 0   | Corrida                     |
| 4         | 7           | 8   | Alessandro Zampedri     | 229.595 | 10   | 199    | 20  | Acidente na curva 4         |
| 5         | 6           | 21  | Roberto Guerrero        | 231.373 | 8    | 198    | 47  | Acidente na curva 4         |
| 6         | 3           | 7   | Eliseo Salazar          | 232.684 | 5    | 197    | 0   | Acidente na curva 4         |
| 7         | 33          | 32  | Danny Ongais            | 233.718 | 2    | 197    | 0   | Corrida                     |
| 8         | 30          | 52  | Hideshi Matsuda         | 226.856 | 19   | 197    | 0   | Corrida                     |
| 9         | 23          | 54  | Robbie Buhl (R)         | 226.217 | 21   | 197    | 0   | Corrida                     |
| 10        | 21          | 11  | Scott Sharp             | 231.201 | 9    | 194    | 0   | Accident                    |
| 11        | 4           | 3   | Eddie Cheever           | 231.781 | 6    | 189    | 0   | Corrida                     |
| 12        | 10          | 14  | Davey Hamilton (R)      | 228.887 | 13   | 181    | 0   | Corrida                     |
| 13        | 8           | 22  | Michel Jourdain Jr. (R) | 229.380 | 11   | 177    | 0   | Corrida                     |
| 14        | 18          | 45  | Lyn St. James           | 224.594 | 26   | 153    | 0   | Acidente na curva 1         |
| 15        | 32          | 44  | Scott Harrington (R)    | 222.185 | 33   | 150    | 0   | Acidente na curva 1         |
| 16        | 20          | 5   | Arie Luyendyk (V)       | 236.985 | 1    | 149    | 0   | Acidente                    |
| 17        | 9           | 12  | Buzz Calkins (R)        | 229.014 | 12   | 148    | 0   | Problema nos freios         |
| 18        | 19          | 27  | Jim Guthrie (R)         | 222.394 | 31   | 144    | 0   | Motor                       |
| 19        | 14          | 30  | Mark Dismore (R)        | 227.260 | 18   | 129    | 0   | Motor                       |
| 20        | 11          | 60  | Mike Groff              | 228.703 | 15   | 122    | 0   | Incêndio                    |
| 21        | 28          | 34  | Fermín Vélez (R)        | 222.487 | 30   | 107    | 0   | Incêndio no motor           |
| 22        | 31          | 43  | Joe Gosek (R)           | 222.793 | 29   | 106    | 0   | Radiador                    |
| 23        | 26          | 10  | Brad Murphey (R)        | 226.053 | 23   | 91     | 0   | Suspensão                   |
| 24        | 1           | 20  | Tony Stewart (R)        | 233.100 | 3    | 82     | 44  | Motor                       |
| 25        | 25          | 90  | Racin Gardner (R)       | 224.453 | 27   | 76     | 0   | Suspensão                   |
| 26        | 22          | 41  | Marco Greco             | 228.841 | 14   | 64     | 0   | Motor                       |
| 27        | 13          | 9   | Stéphan Grégoire        | 227.556 | 17   | 59     | 0   | Incêndio na bobina do motor |
| 28        | 27          | 16  | Johnny Parsons          | 223.843 | 28   | 48     | 0   | Radiador                    |
| 29        | 29          | 75  | Johnny O'Connell (R)    | 222.361 | 32   | 47     | 0   | Fuga de combustível         |
| 30        | 12          | 33  | Michele Alboreto (R)    | 228.230 | 16   | 43     | 0   | Problema no câmbio          |
| 31        | 17          | 18  | John Paul Jr.           | 224.757 | 25   | 10     | 0   | Ignição                     |
| 32        | 24          | 96  | Paul Durant (R)         | 225.404 | 24   | 9      | 0   | Motor                       |
| 33        | 16          | 64  | Johnny Unser (R)        | 226.115 | 22   | 0      | 0   | Transmissão                 |

(V) = vencedor das 500 Milhas; (R) = Rookie das 500 Milhas